# I Like Trains
I Like Trains (spesso scritto iLiKETRAiNS) sono una band alternative/post-rock originaria di Leeds, in Inghilterra. Il gruppo suona canzoni riflessive con chitarre e pianoforte, voce baritonale, riverberi, echi e crescendi. Trovano la loro ispirazione in una visione pessimistica del mondo.

## Storia
Nel 2012 ritornano con un nuovo album The Shallows, prodotto da Richard Formby.

## Membri
- Guy Bannister – chitarra, tastiera e voce
- Alistair Bowis – basso, sintetizzatore e voce
- Simon Fogal – batteria
- David Martin – chitarra e voce

## Discografia

### Album
- He Who Saw The Deep (2010) 4/10/10
- Elegies to Lessons Learnt (2007) 1/10/07 UK Chart #190, UK Indie Chart #17
- The Shallows (2012) (I Like Trains)
- A Divorce Before Marriage (2016)
- Kompromat (2020)

### EP
- The Christmas Tree Ship EP (2008) 24/11/08
- Progress Reform (2006) 26/6/06

### Singoli
- Sea of Regrets (12/10/09)
- We Go Hunting (21/04/08)
- The Deception (10/9/07) UK Chart #164, UK Indie Chart #9
- Spencer Perceval/I Am Murdered (26/3/07) UK Chart #195
- Terra Nova/Fram (29/5/06) UK Chart #132
- A Rook House for Bobby (17/10/05)
- Before the Curtains Close Pts 1 & 2 (4/7/05)
- Stainless Steel (Early 2005)